# Омигава (княжество)
Княжество Омигава (яп. 小見川藩 Омигава-хан) — феодальное княжество (хан) в Японии периода Эдо (1594—1871). Омигава-хан располагался в провинции Симоса (современная префектура Тиба) на острове Хонсю.

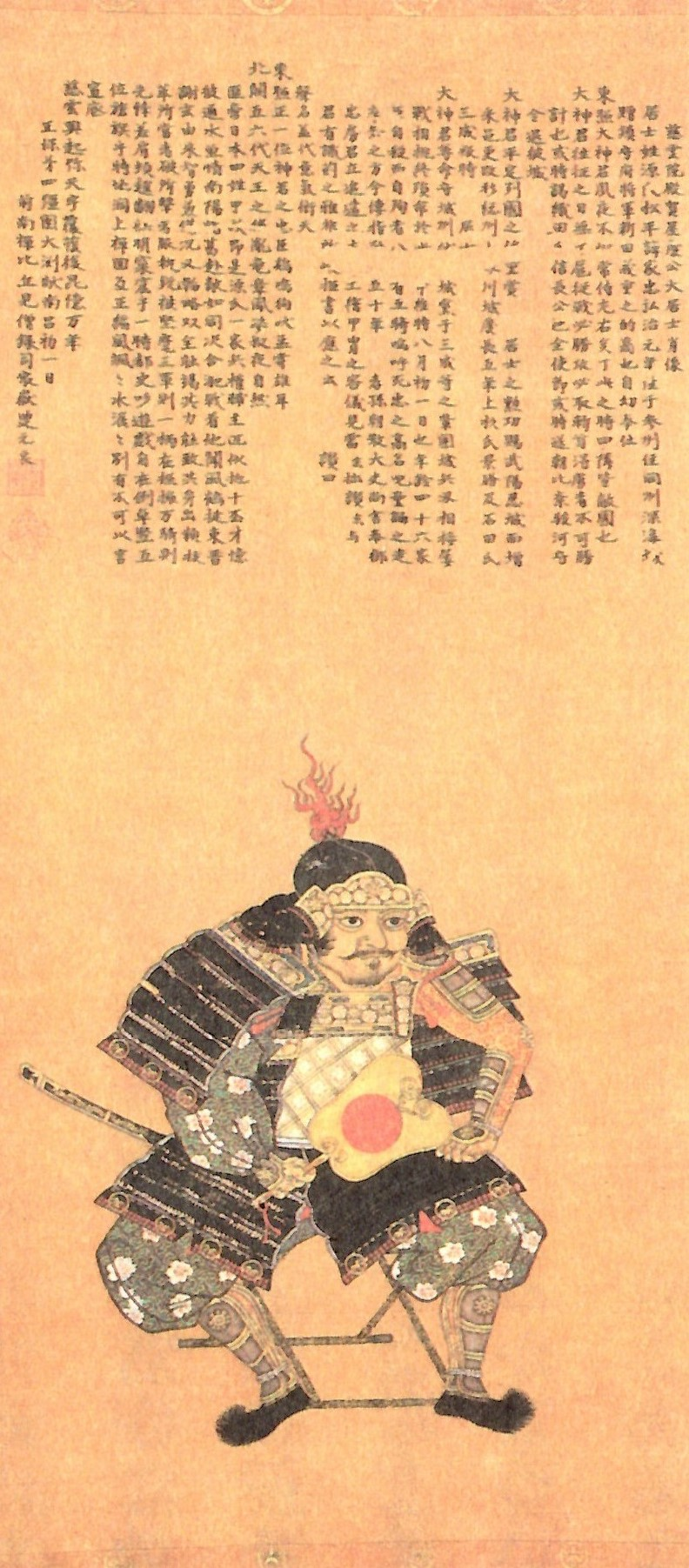
Мацудайра Иэтада

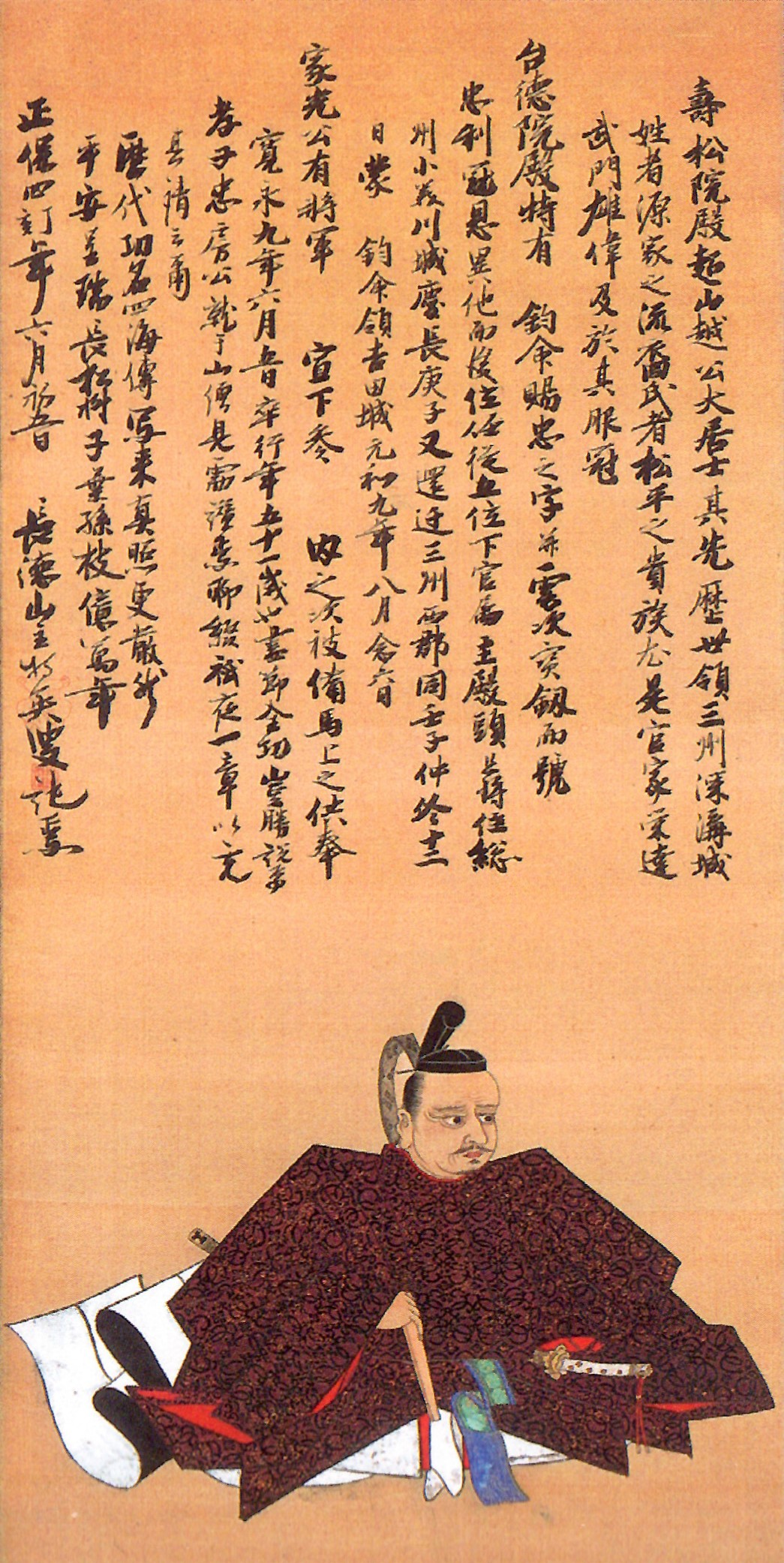
Мацудайра Тадатоси

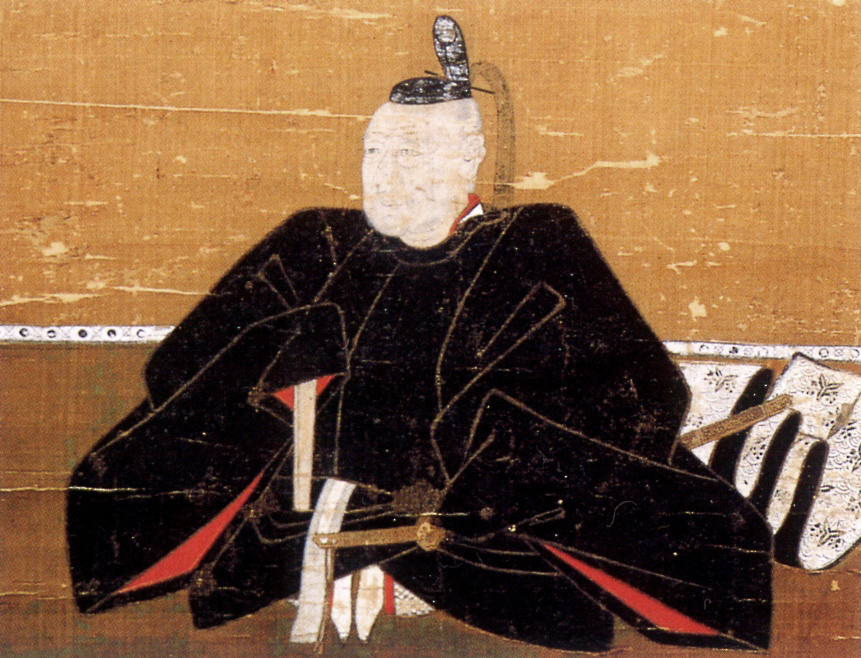
Дои Тосикацу

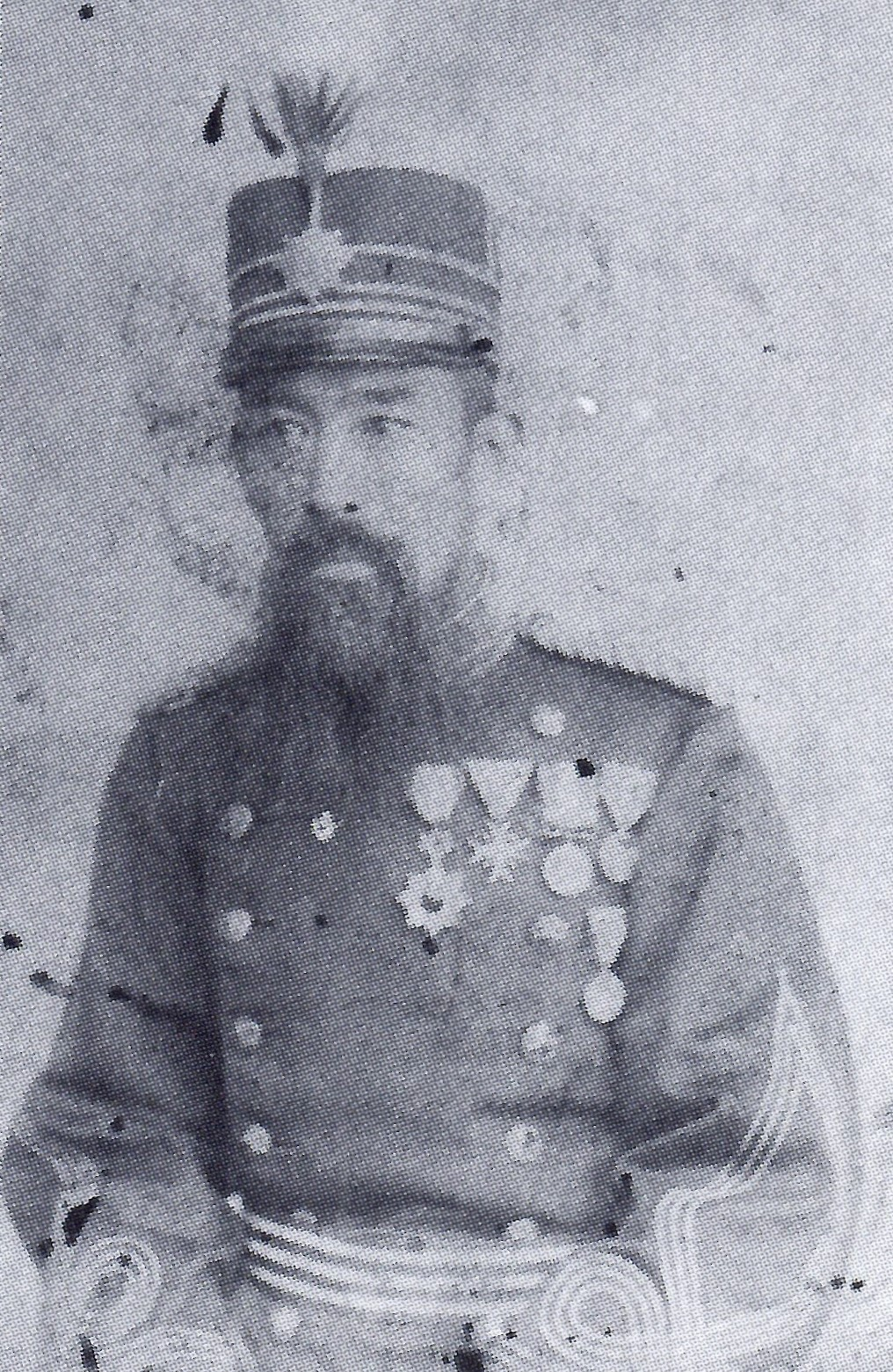
Утида Масанори, последний даймё Омигава-хана

Административный центр хана: Омигава jin’ya в провинции Симоса (современный город Катори в префектуре Тиба).
Доходы хана:
- 1594—1610 годы: 10 000 коку риса
- 1612—1619 годы: 16 000 коку риса
- 1724—1871 годы: 10 000 коку риса

## История
В 1594 году первым правителем домена Омигава-хан стал Мацудайра Иэтада (1555—1600), близкий соратник будущего сёгуна Токугава Иэясу. После его смерти в битве при Сэкигахаре в 1600 году ему наследовал его старший сын, Мацудайра Тадатоси (1582—1632). В 1601 году он был переведен в Фукодзу-хан в провинции Микава.
В 1602—1610 годах княжеством управлял Дои Тосикацу (1573—1644), один из главных советников сёгуна Токугава Хидэтада. В 1610 году он был переведен в Сакура-хан в провинции Симоса. В 1612 году новым правителем Омигава-хана был назначен Андо Сигэнобу (1557—1621), сторонник Токугава Хидэтады, который также сражался в битве при Сэкигахаре. В 1619 году Андо Сигэнобу был переведен из Омигавы в княжество Такасаки в провинции Кодзукэ.
В 1619—1724 годах Омигава-хан находился под непосредственным управлением сёгуната Токугава и управлялся назначаемыми сёгуном хатамото. В 1724 году Омигава-хан получил во владение Утида Масатика (1710—1746), 2-й даймё Канума-хана в 1724 году. Утида Масатика был переведен из Канума-хана (15 000 коку) в Омигава-хан (10 000 коку) с понижением в статусе из-за преступлений, совершенных его отцом Утидой Масаюки. Утида Масатика получил разрешение построить jin’ya (укрепленный дом) на том месте, где позднее вырос город Омигава (современная префектура Тиба). Его потомки управляли Омигава-ханом вплоть до Реставрации Мэйдзи. Утида Масанори, последний даймё Омигава-хана, воевал на стороне императорского правительства во время Войны Босин (1868—1869), а впоследствии стал офицером в японской императорской армии и участвовал в военных операциях во время Японо-китайской войны (1894—1895).

## Список даймё
| #                                            | Имя и годы жизни                              | Годы правления | Титул                            | Ранг                        | Кокудара     |
| -------------------------------------------- | --------------------------------------------- | -------------- | -------------------------------- | --------------------------- | ------------ |
| Род Мацудайра (Фуко) (фудай-даймё) 1594—1601 |                                               |                |                                  |                             |              |
| 1                                            | Мацудайра Иэтада (1555-1600) (яп. 松平家忠)   | 1594-1600      | нет                              | нет                         | 10,000 koku  |
| 2                                            | Мацудайра Тадатоси (1582-1632) (яп. 松平忠利) | 1600-1601      | Тономо-но-ками(主殿頭)           | Пятый нижний (従五位下)     | 10,000 коку  |
| Род Дои (фудай-даймё) 1602—1610              |                                               |                |                                  |                             |              |
| 1                                            | Дои Тосикацу (1573-1644) (яп. 土井利勝)       | 1602-1610      | Ои-но-ками (大炊頭); Jiju (侍従) | Четвертый нижний (従四位下) | 10, 000 коку |
| Род Андо (фудай-даймё) 1612—1619             |                                               |                |                                  |                             |              |
| 1                                            | Андо Сигэнобу (1557-1621) (яп. 安藤重信)      | 1612-1619      | Цусима-но-ками (対馬守)          | Пятый нижний (従五位下)     | 16, 000 коку |
|                                              | Сёгунат Токугава                              | 1619-1724      |                                  |                             |              |
| Род Утида (фудай-даймё) 1724—1871            |                                               |                |                                  |                             |              |
| 1                                            | Утида Масатика (1710-1746) (яп. 内田正親 )    | 1724-1746      | Дэва-но-ками (出羽守)            | Пятый нижний (従五位下)     | 10, 000 коку |
| 2                                            | Утида Масаёси (1735-1753) (яп. 内田正美)      | 1746-1753      | Дэва-но-ками (出羽守)            | Пятый нижний (従五位下)     | 10,000 коку  |
| 3                                            | Утида Масаёси (1730-1807) (яп. 内田正良)      | 1753-1782      | Оми-но-ками (近江守)             | Пятый нижний (従五位下)     | 10,000 коку  |
| 4                                            | Утида Масадзуми (1756-1825) (яп. 内田正純)    | 1782-1806      | Исэ-но-ками (伊勢守)             | Пятый нижний (従五位下)     | 10,000 коку  |
| 5                                            | Утида Масамото (1790-1816) (яп. 内田正肥)     | 1806-1816      | Оми-но-ками (近江守)             | Пятый нижний (従五位下)     | 10,000 коку  |
| 6                                            | Утида Масаката (1800-1870) (яп. 内田正容)     | 1816-1837      | Исэ-но-ками (伊勢守)             | Пятый нижний (従五位下)     | 10,000 коку  |
| 7                                            | Утида Масамити (1828-1851) (яп. 内田正道)     | 1837-1851      | Бунго-но-ками (豊後守)           | Пятый нижний (従五位下)     | 10, 000 коку |
| 8                                            | Утида Масанори (1830-1863) (яп. 内田正徳)     | 1851-1863      | Тономо-но-ками (主殿頭)          | Пятый нижний (従五位下)     | 10,000 коку  |
| 9                                            | Утида Масацуна (1834-1864) (яп. 内田正縄)     | 1863-1864      | Тономо-но-ками (主殿頭)          | Пятый нижний (従五位下)     | 10,000 коку  |
| 10                                           | Утида Масанори (1847-1910) (яп. 内田正学)     | 1864-1871      | Тономо-но-ками (主殿頭)          | Пятый нижний (従五位下)     | 10,000 коку  |